# Театр Массимо Беллини

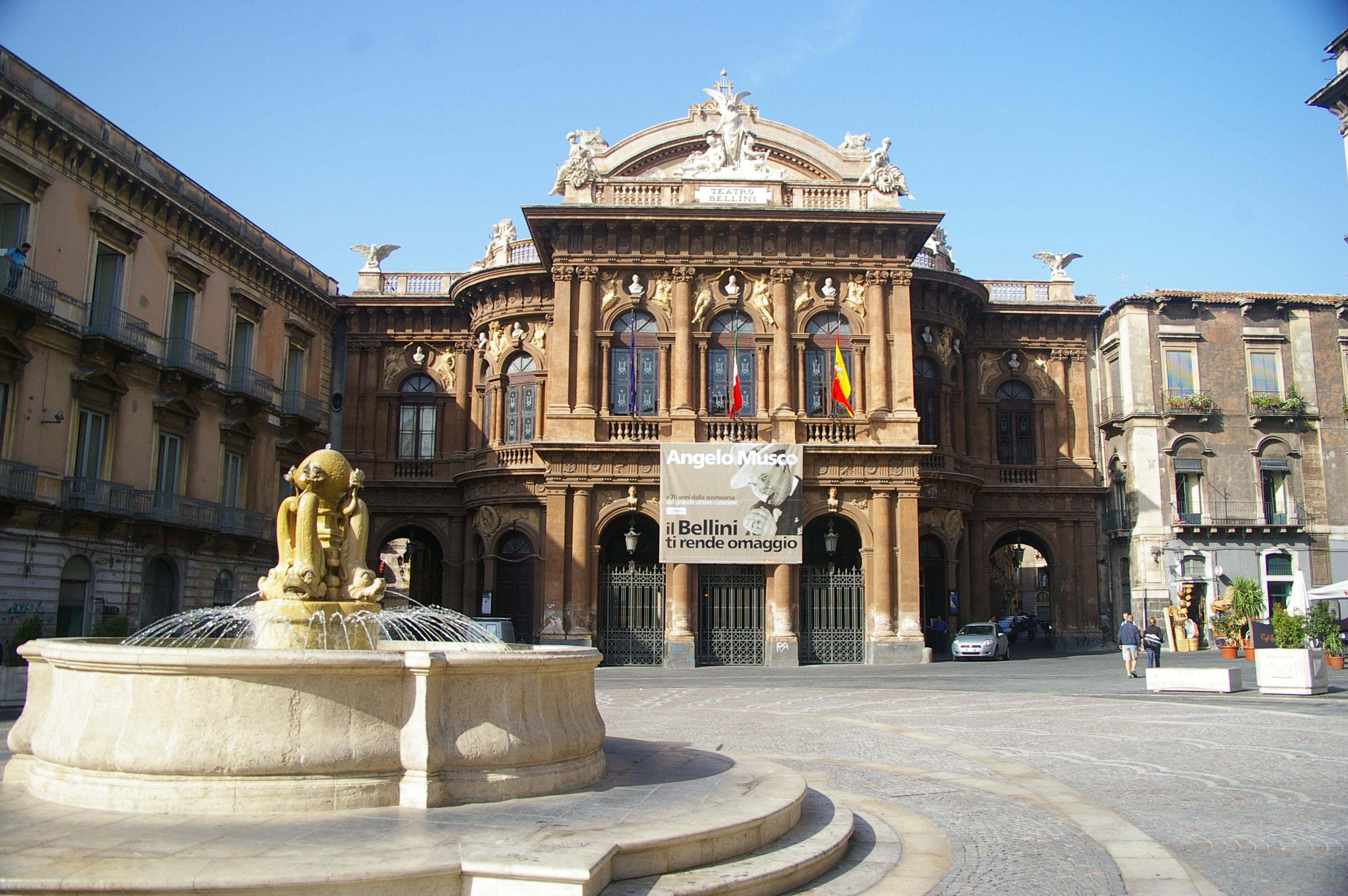
Театр Массимо Беллини

Большой театр имени Беллини (итал. Teatro Massimo Bellini) — оперный театр в городе Катания, на юге Сицилии. Своё название он получил в честь композитора Винченцо Беллини, уроженца этого города.
Обсуждения по поводу необходимости театра в Катании начались ещё в начале XVIII веке, во время восстановления города после землетрясения 1693 года, которое почти полностью стёрло город с лица земли. Но решение о начале строительства было принято лишь в 1812 году. Архитектор Сальваторе Зара-Буда спроектировал театр на Пьяцца-Новалуче, напротив монастыря Санта-Мария Новалуче. Его проект был грандиозен по всех планах и должен был стать одним из самых новаторских в Италии. Однако в связи с проблемами с финансированием проект пришлось остановить, и вместе него, на том же месте, появился небольшой муниципальный театр, уничтоженный в годы Второй мировой войны.
О первоначальном проекте вновь вспомнили в 1870 году, когда начали поиски нового места для будущего театра. После выбора подходящего месторасположения стартовало строительство, шедшее довольно проблематично и долго, из-за вновь возникших проблем с финансами. Проект вскоре опять заморозили, а возобновили лишь спустя 13 лет, после чего быстрыми темпами театр был полностью возведён. Его открытие состоялось 31 мая 1890 года шедевром Беллини «Норма».
Зрительный зал вмещает в себя 1200 человек и содержит 4 яруса лож. Нарядное фойе выполнено из мрамора, а в центральной арке возвышается статуя Беллини. Большое впечатление производит потолок зрительного зала, расписанный сюжетами из четырёх наиболее известных опер Беллини.
За годы своей истории в театре были исполнены почти все оперы Беллини. В 1951 году, в годовщину 150-летия со дня рождения великого композитора, в театре выступила Мария Каллас с оперой «Норма», после чего ещё дважды выступила на его сцене — в 1952 и 1953 годах. В 2001 году к 200-летию Беллини в театре был произведён капитальный ремонт.